# Maidie Norman
Maidie Ruth Gamble, más conocida como Maidie Norman (Villa Rica, Georgia, 16 de octubre de 1912-San José, California, 2 de mayo de 1998) fue una actriz estadounidense.

## Biografía
Nació como Maidie Ruth Gamble en una plantación en Villa Rica, Georgia, hija de Louis y Lila Graham Gamble. Se crio en Lima, Ohio y comenzó a estudiar arte dramático y a actuar en obras de Shakespeare siendo niña. Se graduó de la Central High School de Lima en 1930 y asistió al Bennett College en Greensboro, Carolina del Norte, donde obtuvo una licenciatura en Artes en 1934. Luego obtuvo una maestría en arte dramático en la Universidad de Columbia en 1937.
Se casó con el corredor de bienes raíces McHenry Norman el 22 de diciembre de 1937, y utilizaría su apellido de casada en su nombre artístico.
Comenzó su carrera en programas radiofónicos y en 1946 se mudó a Hollywood. Hizo su debut sobre el escenario en 1949 como Honey en la obra teatral Deep Are the Roots en el Mayan Theater de Los Ángeles.
En 1947 hizo su debut en la gran pantalla en la película The Peanut Man. En cine, Maidie Norman contribuyó con al menos 27 largometrajes, desde 1947 hasta 1982. Entre sus títulos más importantes cabe destacar La madona gitana, de Charles Walters (1953, con Joan Crawford y Michael Wilding); Escrito sobre el viento, de Douglas Sirk (1956, con Rock Hudson y Lauren Bacall); What Ever Happened to Baby Jane?, de Robert Aldrich (1962, con Joan Crawford y Bette Davis) y Aeropuerto 77, de Jerry Jameson (1977, con Jack Lemmon y Lee Grant).
Su última película fue Halloween III: Season of the Witch, de Tommy Lee Wallace (con Tom Atkins y Stacey Nelkin), estrenada en 1982.
Al principio le resultó difícil encontrar papeles positivos en las películas para mujeres afroamericanas y se sentía limitada a la hora de interpretar a sirvientas y empleadas domésticas. Si bien apareció en esos papeles, Norman se negó a interpretar esos personajes de manera servil o estereotipada que se consideraba la norma. Más tarde dijo: "Al principio, hice una promesa de que no interpretaría ningún papel que privara a las mujeres negras de su dignidad".
Su único papel protagonista fue en 1951, interpretando a Martha Crawford en la película The Well.  Probablemente su papel más reconocido fue el de la desafortunada ama de llaves Elvira Stitt en la película de terror ¿Qué fue de Baby Jane? de 1962 de Robert Aldricht, con Bette Davis y Joan Crawford. En una entrevista de 1995, Norman recordó que el personaje originalmente fue escrito "como tonto y estúpido". Reescribió su diálogo, al que llamó "vieja conversación de la época de la esclavitud", en un esfuerzo por dignificar el personaje.
Desde la década de 1960 se dedicó principalmente a la televisión, porque creía que había más oportunidades para los actores negros en la pequeña pantalla.  En la televisión, apareció en más de 60 series entre 1950 y 1988, con títulos como Alfred Hitchcock presenta (un episodio), Mannix (tres episodios, 1970-1971), La mujer policía (tres episodios, 1975-1977) y Simon & Simon (un episodio). Apareció en una última serie de 1988, tras la cual se retiró.
Añadir once telefilmes de 1955 a 1988, con títulos como Another, de Daniel Mann (1972, con Barry Sullivan y Dorothy McGuire).

## Enseñanza
Durante los años 1950, Norman recorrió universidades dando conferencias sobre literatura y teatro afroamericanos. De 1955 a 1956, enseñó en la Universidad de Texas en Tyler. En 1970, creó e impartió un curso sobre historia del teatro afroamericano en la UCLA. Fue el primer curso dedicado al tema de estudios afroamericanos en la historia de la universidad. Enseñó en la UCLA hasta 1977. En su honor, la universidad estableció el premio de Investigación Maidie Norman para el mejor ensayo estudiantil sobre cine o teatro afroamericanos.

## Vida personal
El 22 de diciembre de 1937, se casó con el corredor de bienes raíces McHenry Norman, a quien conoció mientras asistía al Bennett College. Tuvieron un hijo, McHenry Norman III, y su matrimonio duró hasta la muerte de él. En 1977 se volvió a casar, con Weldon D. Canada, unión que duró hasta la muerte de Norman el 2 de mayo de 1998 a los 85 años de cáncer de pulmón. Fue incinerada y sus cenizas esparcidas en el mar.

## Filmografía

### Cine
| Año  | Título                             | Papel                  |
| ---- | ---------------------------------- | ---------------------- |
| 1947 | The Burning Cross                  | Kitty West             |
| 1947 | The Peanut Man                     |                        |
| 1949 | Manhandled                         | Christine              |
| 1951 | The Well                           | Martha Crawford        |
| 1952 | Lydia Bailey                       |                        |
| 1953 | Bright Road                        | Mrs. Hamilton          |
| 1953 | Torch Song                         | Anne                   |
| 1953 | Forever Female                     | Emma                   |
| 1953 | Money from Home                    | Mattie                 |
| 1954 | Executive Suite                    | Ama de llaves          |
| 1954 | About Mrs. Leslie                  | Camilla                |
| 1954 | Susan Slept Here                   | Georgette              |
| 1955 | Tarzan's Hidden Jungle             | Suma                   |
| 1955 | Mad at the World                   | Miss Lovett            |
| 1955 | Man with the Gun                   | Sarah                  |
| 1956 | The Opposite Sex                   | Violet                 |
| 1956 | Escrito sobre el viento            | Bertha                 |
| 1960 | No Greater Love                    |                        |
| 1962 | What Ever Happened to Baby Jane?   | Elvira Stitt           |
| 1963 | 4 for Texas                        | Doncella de los Burden |
| 1966 | A Fine Madness                     | Camarera               |
| 1972 | The Final Comedown                 | Enfermera Ferguson     |
| 1973 | Maurie                             | Mrs. Stokes            |
| 1973 | Sixteen                            | Tía Ada                |
| 1976 | A Star Is Born                     | Jueza de paz           |
| 1977 | Airport '77                        | Dorothy                |
| 1978 | Movie Movie                        | Gussie                 |
| 1982 | Halloween III: Season of the Witch | Enfermera Agnes        |